# Великий ікосаедр
Великий ікосаедр  :стор.40-41 ; :стор.443-444 — один з чотирьох правильних зірчастих многогранників Кеплера — Пуансо.
Цей многогранник було відкрито у 1809 році Луї Пуансо ;  :стор.149, а назву йому дав Артур Кейлі в 1859 році.  :стор.410
Він складається з 20 граней — правильних трикутників (десять пар трикутних граней лежать в паралельних площинах), по 5 трикутників у кожній вершині, що перетинаються між собою. Має 12 вершин, кожна з яких є вершиною зірчастого п'ятигранного кута.
Його символ Шлефлі — {\displaystyle \left\{3,{\frac {5}{2}}\right\}}. Це означає, що кожна вершина оточена п'ятьма правильними трикутниками, що перетинаються між собою; або також це означає для многогранника, що його грань — правильний трикутник, а вершинна фігура — правильна п'ятипроменева зірка (пентаграма).  :стор.410
Оскільки всі грані великого ікосаедра правильні трикутники, то цей многогранник є дельтаедром.
Має центральну ділянку кожної грані у вигляді зірчастого багатокутника, «приховану» всередині многогранника, при цьому зовні видно тільки ділянки граней у вигляді різносторонніх та рівнобедрених трикутників (певного розміру).
Розташування вершин великого ікосаедра таке ж як і у правильного ікосаедра (тобто опукла оболонка великого ікосаедра є правильним ікосаедром). Також розташування вершин  та розташування ребер великого ікосаедра повністю збігається з  розташуваннями вершин та ребер малого зірчастого додекаедра.
Великий ікосаедр має повну симетрію правильного ікосаедра, і отже, всі його елементи симетрії, а саме:
1) має 31 вісь обертової симетрії:
‒ 6 осей 5-го порядку — проходять через протилежні вершини;
‒ 10 осей 3-го порядку — проходять через протилежні точки, в яких перетинаються по три грані;
‒ 15 осей 2-го порядку — проходять через середини протилежних паралельних ребер.
2) має 15 площин дзеркальної симетрії, що проходять через кожні дві сусідні вершини та центр многогранника (через кожну пару паралельних ребер).
3) має центр симетрії.

## Як зірчаста форма правильного ікосаедра
|                                                                             |                                                    |                                    |
| Діаграма ззірчення правильного ікосаедра та грань великого ікосаедра на ній | Жовтим кольором зображено грань великого ікосаедра | Утворення грані великого ікосаедра |

Правильний ікосаедр має 59 зірчастих форм, з яких 32 мають повну, а 27 — неповну ікосаедричну симетрію, що довів Гарольд Коксетер спільно з дю Валем, Флезером (H.T. Flather) і Петрі (John Flinders Petrie) із застосуванням правил обмеження, встановлених Дж. Міллером.
Великий ікосаедр є однією з зірчастих форм правильного ікосаедра, яка в різних класифікаціях має різний порядковий номер. За версією М.Веннінґера, він є 16-ю зірчастою формою ікосаедра.  В третьому виданні книги Г.Коксетера «59 ікосаедрів» Кейт та Девід Креннели (Crennell) повністю переробили початкову класифікацію Коксетера, і в ній великий ікосаедр описано під номером 7.
Позначення великого ікосаедра як зірчастої форми в нотації дю Валля — G.
З усіх зірчастих форм ікосаедра, великий ікосаедр є єдиним правильним многогранником.
Великий ікосаедр утворюється з правильного ікосаедра при продовженні (розширенні)  його граней. Кожна грань правильного ікосаедра розширюється до її взаємного перетину з трьома гранями, що суміжні з паралельною до неї гранню..:стор.443-444
Якщо кожну з граней ікосаедра продовжити необмежено, то взаємно перетинаючись, вони розмежують простір на 20 + 30 + 60 + 20 + 60 + 120 + 12 + 30 + 60 + 60 = 472 відсіки (комірки). Усі повнотілі зірчасті форми ікосаедра (ті, що не містять розривів та пустот) можна отримати послідовним приєднанням до початкового тіла таких комірок (хоча строго кажучи зірчастий многогранник утворюється від перетину несуміжних граней деякого опуклого многогранника, а не приєднанням частин до нього). Великий ікосаедр складається з усіх цих комірок, за винятком останніх шестидесяти, та є 11-ю зіркою (рахуючи від ікосаедра). Wills Stellation of the Icosahedron (3) на YouTube

Діаграма ззірчення правильного ікосаедра з пронумерованими наборами граней

Його грані складені з 0 по 12-ту секції на діаграмі ззірчення правильного ікосаедра. Зовні видно 11-ту та 12-ту секції.
Частина граней, що знаходиться всередині многогранника відіграє роль плоскої мембрани та не розмежовує внутрішній простір многогранника.

## Формули

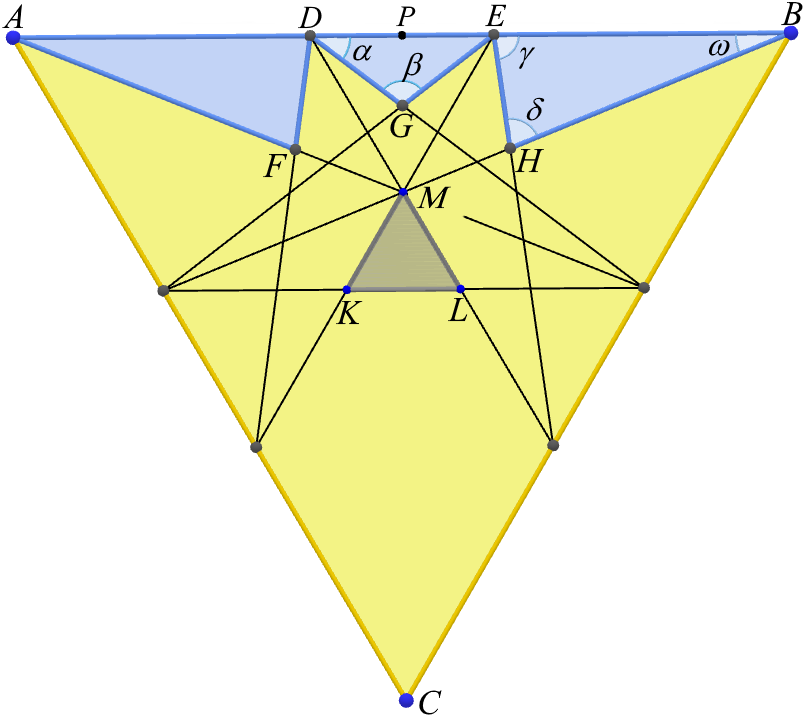
Грань великого ікосаедра та її елементи.

У всіх формулах нижче: {\displaystyle \varphi ={\frac {1+{\sqrt {5}}}{2}}\approx 1.6180339887} — відношення пропорції «золотого перетину». (послідовність A001622 з Онлайн енциклопедії послідовностей цілих чисел, OEIS).
Рівносторонній трикутник △ KLM — грань базового правильного ікосаедра, з якого утворена грань великого ікосаедра (△ ABC).
В великий ікосаедр можна вписати правильний додекаедр так, що всі ребра останнього будуть лежати на ребрах великого ікосаедра (На рисунку грані його сторона відповідає відрізку DE ).
|                              | Якщо ребро вписаного додекаедра = 1                                        | Якщо ребро вписаного додекаедра = 1                                        | | Якщо ребро великого ікосаедра = 1             | Якщо ребро великого ікосаедра = 1                                                            |                                  | Якщо ребро базового ікосаедра =1 | Якщо ребро базового ікосаедра =1 |
| ---------------------------- | -------------------------------------------------------------------------- | -------------------------------------------------------------------------- | -------------------------------------------------------------------------------------------------- | --------------------------------------------- | -------------------------------------------------------------------------------------------- | -------------------------------- | -------------------------------- | -------------------------------- |
| {\displaystyle AB=}          | {\displaystyle {\sqrt {5}}+2=2\varphi +1=\varphi ^{3}}                     | {\displaystyle \approx 4.23607}                                            | {\displaystyle 1}                                                                                  |                                               | {\displaystyle {\frac {7+3{\sqrt {5}}}{2}}=3\varphi +2=\varphi ^{4}}                         | {\displaystyle \approx 6.854102} |                                  |                                  |
| {\displaystyle AD=BE=}       | {\displaystyle {\frac {{\sqrt {5}}+1}{2}}=\varphi }                        | {\displaystyle \approx 1.61803}                                            | {\displaystyle {\frac {3-{\sqrt {5}}}{2}}=2-\varphi ={\frac {1}{\varphi ^{2}}}}                    | {\displaystyle \approx 0.38197}               | {\displaystyle {\frac {3+{\sqrt {5}}}{2}}=\varphi +1=\varphi ^{2}}                           | {\displaystyle \approx 2.61803}  |                                  |                                  |
| {\displaystyle DE=}          | {\displaystyle 1}                                                          |                                                                            | {\displaystyle {\sqrt {5}}-2=2\varphi -3={\frac {1}{\varphi ^{3}}}}                                | {\displaystyle \approx 0.23607}               | {\displaystyle {\frac {{\sqrt {5}}+1}{2}}=\varphi }                                          | {\displaystyle \approx 1.61803}  |                                  |                                  |
| {\displaystyle AF=BH=}       | {\displaystyle {\sqrt {\frac {7+3{\sqrt {5}}}{5}}}}                        | {\displaystyle \approx 1.65579}                                            | {\displaystyle {\sqrt {\frac {3-{\sqrt {5}}}{5}}}}                                                 | {\displaystyle \approx 0.39088}               | {\displaystyle {\sqrt {{\frac {2}{5}}(9+4{\sqrt {5}})}}}                                     | {\displaystyle \approx 2.67912}  |                                  |                                  |
| {\displaystyle DF=EH=}       | {\displaystyle {\frac {\sqrt {10}}{5}}}                                    | {\displaystyle \approx 0.63246}                                            | {\displaystyle {\sqrt {{\frac {2}{5}}(9-4{\sqrt {5}})}}={\frac {\sqrt {10}}{5\cdot \varphi ^{3}}}} | {\displaystyle \approx 0.149302}              | {\displaystyle {\frac {\sqrt {2}}{10}}(5+{\sqrt {5}})={\frac {\sqrt {10}}{5}}\cdot \varphi } | {\displaystyle \approx 1.02333}  |                                  |                                  |
| {\displaystyle DG=EG=}       | {\displaystyle {\frac {\sqrt {10}}{5}}}                                    | {\displaystyle \approx 0.63246}                                            | {\displaystyle {\sqrt {{\frac {2}{5}}(9-4{\sqrt {5}})}}={\frac {\sqrt {10}}{5\cdot \varphi ^{3}}}} | {\displaystyle \approx 0.149302}              | {\displaystyle {\frac {\sqrt {2}}{10}}(5+{\sqrt {5}})={\frac {\sqrt {10}}{5}}\cdot \varphi } | {\displaystyle \approx 1.02333}  |                                  |                                  |
| {\displaystyle KL=}          | {\displaystyle {\frac {{\sqrt {5}}-1}{2}}={\frac {1}{\varphi }}}           | {\displaystyle \approx 0.61803}                                            | {\displaystyle {\frac {7-3{\sqrt {5}}}{2}}={\frac {1}{\varphi ^{4}}}}                              | {\displaystyle \approx 0.145898}              | {\displaystyle 1}                                                                            |                                  |                                  |                                  |
| Кути грані' :стор.97         |                                                                            |                                                                            | |                                               |                                                                                              |                                  |                                  |                                  |
| Кут {\displaystyle \alpha =} | {\displaystyle \arccos \left({\frac {\sqrt {10}}{4}}\right)}               | {\displaystyle \arccos \left({\frac {\sqrt {10}}{4}}\right)}               | {\displaystyle \arccos \left({\frac {\sqrt {10}}{4}}\right)}                                       | ≈ 0.659058035827 рад ≈ 37° 45′ 40.478065326′′ | ≈ 0.659058035827 рад ≈ 37° 45′ 40.478065326′′                                                |                                  |                                  |                                  |
| Кут {\displaystyle \beta =}  | {\displaystyle \arccos \left(-{\frac {1}{4}}\right)}                       | {\displaystyle \arccos \left(-{\frac {1}{4}}\right)}                       | {\displaystyle \arccos \left(-{\frac {1}{4}}\right)}                                               | ≈ 1.823476581937 рад ≈ 104° 28′ 39.04386934′′ | ≈ 1.823476581937 рад ≈ 104° 28′ 39.04386934′′                                                |                                  |                                  |                                  |
| Кут {\displaystyle \gamma =} | {\displaystyle \arccos \left({\frac {\sqrt {2}}{8}}(3-{\sqrt {5}})\right)} | {\displaystyle \arccos \left({\frac {\sqrt {2}}{8}}(3-{\sqrt {5}})\right)} | {\displaystyle \arccos \left({\frac {\sqrt {2}}{8}}(3-{\sqrt {5}})\right)}                         | ≈ 1.435337066566 рад ≈ 82° 14′ 19.521934674′′ | ≈ 1.435337066566 рад ≈ 82° 14′ 19.521934674′′                                                |                                  |                                  |                                  |
| Кут {\displaystyle \delta =} | {\displaystyle \arccos \left({\frac {1}{4}}\right)}                        | {\displaystyle \arccos \left({\frac {1}{4}}\right)}                        | {\displaystyle \arccos \left({\frac {1}{4}}\right)}                                                | ≈ 1.31811607165 рад ≈ 75° 31′ 20.956130652′′  | ≈ 1.31811607165 рад ≈ 75° 31′ 20.956130652′′                                                 |                                  |                                  |                                  |
| Кут {\displaystyle \omega =} | {\displaystyle \arccos \left({\frac {\sqrt {7+3{\sqrt {5}}}}{4}}\right)}   | {\displaystyle \arccos \left({\frac {\sqrt {7+3{\sqrt {5}}}}{4}}\right)}   | {\displaystyle \arccos \left({\frac {\sqrt {7+3{\sqrt {5}}}}{4}}\right)}                           | ≈ 1.823476581937 рад ≈ 22° 14′ 19.52193467′′  | ≈ 1.823476581937 рад ≈ 22° 14′ 19.52193467′′                                                 |                                  |                                  |                                  |

| Для великого ікосаедра з довжиною ребра {\displaystyle a}: | Для великого ікосаедра з довжиною ребра {\displaystyle a}: | Для великого ікосаедра з довжиною ребра {\displaystyle a}:                                                           |
| ---------------------------------------------------------- | --- | --- |
| Радіус описаної сфери (проходить через всі вершини)        | {\displaystyle R={\frac {1}{2}}\cdot {\sqrt {\frac {5-{\sqrt {5}}}{2}}}\cdot a={\frac {\sqrt {3-\varphi }}{2}}\cdot a}                                                               | ≈ 0.587785252{\displaystyle \cdot a}                                                                                 |
| Радіус напіввписаної сфери (дотикається до всіх ребер)     | {\displaystyle \rho ={\frac {{\sqrt {5}}-1}{4}}\cdot a={\frac {\varphi -1}{2}}\cdot a}                                                                                               | ≈ 0.309016994{\displaystyle \cdot a}                                                                                 |
| Радіус вписаної сфери (дотикається до всіх граней)         | {\displaystyle r={\frac {\sqrt {3}}{12}}\cdot (3-{\sqrt {5}})\cdot a={\frac {1}{2}}\cdot {\sqrt {\frac {7-3{\sqrt {5}}}{6}}}\cdot a={\frac {\sqrt {3}}{6\cdot \varphi ^{2}}}\cdot a} | ≈ 0.1102640897{\displaystyle \cdot a}                                                                                |
| Площа поверхні                                             | {\displaystyle S=3{\sqrt {3}}\cdot (16{\sqrt {5}}-35)\cdot a^{2}=3{\sqrt {15}}\cdot \left(23-14\varphi \right)\cdot a^{2}}                                                           | ≈ 4.037865823{\displaystyle \cdot a^{2}}                                                                             |
| Об'єм                                                      | {\displaystyle V={\frac {1}{4}}\cdot \left(83{\sqrt {5}}-185\right)\cdot a^{3}} | ≈ 0.148410533{\displaystyle \cdot a^{3}}                                                                             |
| Двогранний кут між гранями                                 | {\displaystyle \alpha =\arccos \left({\frac {\sqrt {5}}{3}}\right)} | ≈ 0.729727656 рад ≈ 41°48′ 37.13362′′ (послідовність A156547 з Онлайн енциклопедії послідовностей цілих чисел, OEIS) |

Радіус вписаної сфери — радіус сфери, вписаної в базовий ікосаедр, з якого отримана грань великого ікосаедра; довжина ребра базового ікосаедра дорівнює {\displaystyle {\frac {7-3{\sqrt {5}}}{2}}\cdot a={\frac {1}{\varphi ^{4}}}\cdot a\approx 0.145898\cdot a}.
Центр мас великого ікосаедра знаходиться в його геометричному центрі.
Момент інерції суцільного великого ікосаедра з  масою m та довжиною ребра a (вісь обертання проходить через протилежні вершини):
{\displaystyle I={\frac {3-{\sqrt {5}}}{20}}\cdot m\cdot a^{2}\approx 0.0381966011\cdot m\cdot a^{2}}

## Координати вершин
Як було зазначено вище, розташування вершин великого ікосаедра таке ж як і у правильного ікосаедра та  малого зірчастого додекаедра. А отже, вершини великого ікосаедра в декартовій системі координат мають такі ж координати як і вершини правильного ікосаедра або  малого зірчастого додекаедра або великого додекаедра (з урахуванням маштабування щодо довжини ребра).

## Пов'язані та споріднені многогранники
Розташування вершин великого ікосаедра таке ж як і у правильного ікосаедра (тобто опукла оболонка великого ікосаедра є правильним ікосаедром). Також розташування вершин  та розташування ребер великого ікосаедра повністю збігається з  розташуваннями вершин та ребер малого зірчастого додекаедра.

Анімація послідовності зрізання великого зірчастого додекаедра від { 5/2, 3} до {3, 5/2}

Існує чотири неопуклих однорідних многогранників, що утворені певними ступенями операції зрізання великого ікосаедра.
Зрізаний великий ікосаедр є однорідним неопуклим многогранником U55, що має діаграму Коксетера — Динкіна  та символ Шлефлі t{3,5/2}. Має 32 граней (12 правильних п'ятипроменевих зірок (пентаграм) та 20 правильних шестикутників), 90 ребер та 60 вершин.
Великий ікосододекадр утворюється при повному зрізанні (ректифікації) великого зірчастого додекаедра, коли зрізання вершин проводиться до точок, що лежать на серединах ребер многогранника, тобто ребра початкового многогранника фактично зникають.
Зрізаний великий зірчастий додекаедр можна вважати виродженим неопуклим однорідним многогранником. Вершини великого зірчастого додекаедра зрізаються до тих пір, доки повністю не зникнуть «трикутні піраміди».
Візуально він виглядає як правильний ікосаедр, але має 32 грані — 20 правильних трикутників, утворених від зрізання вершин і 12 п'ятикутників, утворених від зрізання пентаграм, що знаходяться всередині многогранника. П'ятикутники зі зрізаних пентаграм насправді є виродженими десятикутниками {10/2}, що приймають форму подвійно-накритих п'ятикутників із двома множинами вершин і ребер, накладених одне на одне.
Коли n⁄d -кутник скорочується в процесі зрізання, він стає 2n⁄d -кутником.
Наприклад, зрізаний п'ятикутник { 5⁄1} стає десятикутником { 10⁄1}, а зрізана пентаграма { 5⁄2} стає подвійно-накритим п'ятикутником (тобто десятикутником, що має форму п'ятикутника) { 10⁄2} (це означає, що ми відвідаємо кожну вершину двічі, щоб завершити багатокутник).
Многогранник має 60 вершин (в кожній вершині «ікосаедра» містяться п'ять суміщених вершин многогранника) та 90 ребер (кожне ребро «ікосаедра» є потрійним — одне ребро від зрізання вершини (вершинна фігура — опуклий правильний трикутник) та два ребра від зрізання пентаграми).
Найбільш наближеним до нього многогранником є малий складений ікосододекаедр, який також має зовнішній вигляд ікосаедра та внутрішні п'ятикутні грані, але має іншу кількість вершин та ребер.
Процес зрізання великого ікосаедра завершується (при повному глибокому зрізанні або біректифікації) утворенням двоїстого до нього многогранника — великого зірчастого додекаедра, коли грані початкового многогранника зменшуються до точок, тобто фактично зникають.
| Назва                        | Великий ікосаедр | Зрізаний великий ікосаедр | Великий ікосододекадр | Зрізаний великий зірчастий додекаедр | Великий зірчастий додекаедр |
| ---------------------------- | ---------------- | ------------------------- | --------------------- | ------------------------------------ | --------------------------- |
| Діаграми Коксетера — Динкіна | x3o5/2o          | x3x5/2o                   | o3x5/2o               | o3x5/2x                              | o3o5/2x                     |
| Символ Шлефлі                | {3,5/2}          | t{3,5/2}                  | r{3,5/2}              | t{5/2,3}                             | {5/2,3}                     |
| Зображення                   |                  |                           |                       |                                      |                             |

Два однорідних з'єднання многогранників складаються з великих ікосаедрів:
| З'єднання двох великих ікосаедрів | З'єднання п'яти великих ікосаедрів |
| --------------------------------- | ---------------------------------- |
|                                   |                                    |

### Як кирпатий многогранник
Великий ікосаедр можна побудувати, застосувавши до трикутника Шварца (2 3 5/2) геометричну операцію однорідного «зрізання носів» (снубіфікацію) в означенні Коксетера. При цьому утвориться многогранник візуально схожий на великий додекаедр, але з меншою тетраедричною симетрією: , всі грані якого — різнотипні.
Таку конструкцію можна назвати ретрокирпатим тетраедром або ретрокирпатим тетратетраедром . за аналогією з ікосаедром з піритоедричною симетрією, як часткової огранки зрізаного октаедра (або омнітрункованого[en]  тетраедра): .
Також можливо побудувати многогранник, схожий на великий ікосаедр з двома типами граней та піритоедричною симетрією з діаграмами Коксетера — Динкіна  або , який можна назвати ретрокирпатим октаедром.
Якщо початковий многогранник (або паркет) має символ Шлефлі {p, q}, то ретрокирпатий многогранник (або паркет) буде мати конфігурацію вершини (3.3.p. 3.q)/2 (тобто як звичайний кирпатий многогранник, але з чергуванням вершин).
| Тетраедрична симетрія | Піритоедрична симетрія | Піритоедрична симетрія                      | Піритоедрична симетрія |
| --------------------- | ---------------------- | ------------------------------------------- | ---------------------- |
|                       |                        |                                             |                        |
|                       |                        | Великий ікосаедр з піритоедричною симетрією |                        |

## Додатково
Деякі ортогональні проєкції великого ікосаедра :

### Складання моделі многогранника

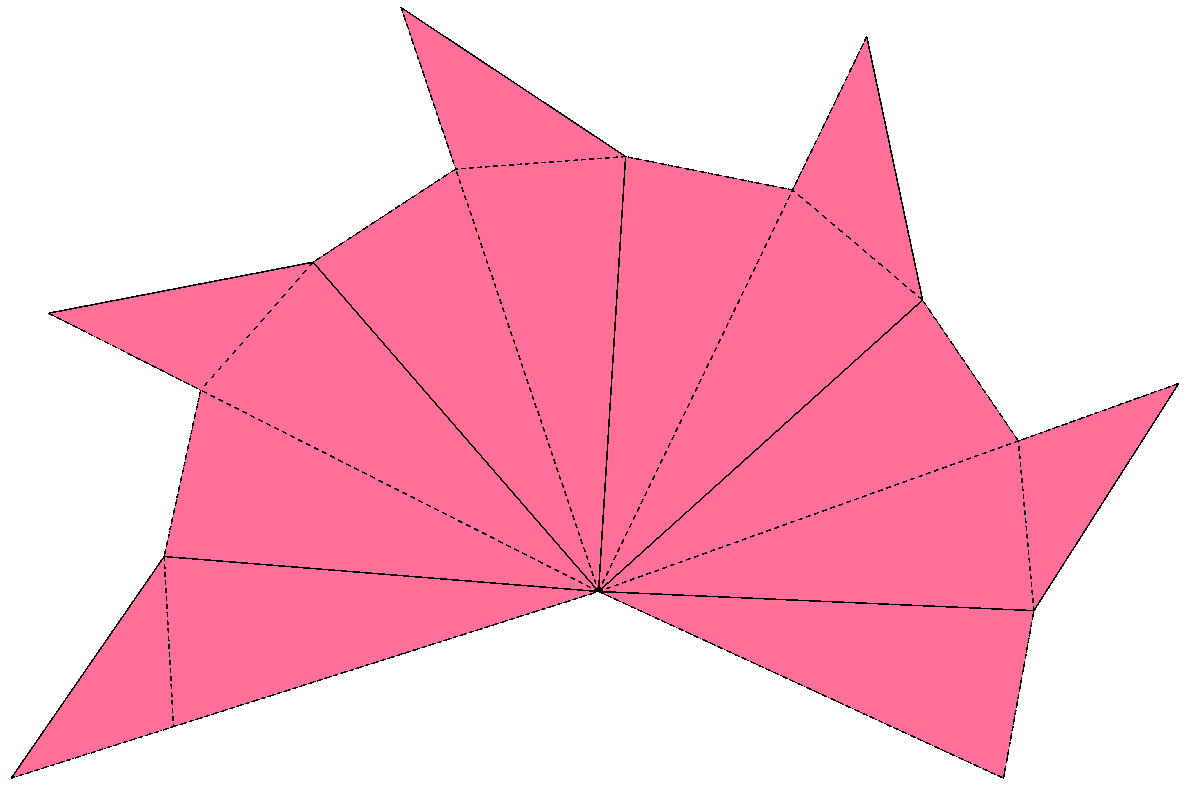
Елемент розгортки великого ікосаедра

Великий ікосаедр можна скласти з паперу, з'єднавши разом 12 прямих пентаграмних пірамід (без основи). Кожен трикутник в цій розгортці візуально представляє частину правильного трикутника — грані великого ікосаедра.
Теоретично великий ікосаедр є жорстким многогранником (тобто його не можна безперервно деформувати в іншу конфігурацію без згинання або розриву). Але практично, через велику кількість згинів трикутних частин граней почергово в протилежні сторони, що зустрічаються в вершинах та «хибних вершинах» (точки перетину граней, що не є вершинами многогранника), модель не є жорсткою та легко деформується.
Тому для забезпечення жорсткости моделі її доцільно будувати трохи в інший спосіб. А саме, побудувати спершу основу — виїмчастий додекаедр[en] (або також  увігнутий пентакісдодекаедр ). Виїмчастий додекаедр[en] є однією з зірчастих форм правильного ікосаедра (позначення в нотації дю Валля — Ef1g1.). Ці многогранники візуально схожі (відрізняються кількістю вершин, ребер та формою граней) однак моделі можуть бути побудовані з правильних трикутників. Потім до цієї основи прикріпити зірчасті піраміди, виготовлені по шаблону, вказаному на рисунку, попередньо укріпивши їх зсередини правильними трикутниками.· :стор.98-99

### Багатокутники Петрі
| Багатокутник Петрі великого ікосаедра                                                                    | Багатокутник Петрі великого ікосаедра | Багатокутник Петрі великого ікосаедра | Багатокутник Петрі великого ікосаедра | Багатокутник Петрі великого ікосаедра |
| --- | ------------------------------------- | ------------------------------------- | ------------------------------------- | ------------------------------------- |
| |                                       |                                       |                                       |                                       |
| Просторовими багатокутниками Петрі великого ікосаедра є 6 просторових десятипроменевих зірок (декаграм). |                                       |                                       |                                       |                                       |

### Інше
| Обертання многогранника | Сферична проєкція | Щільність                                                 |
| ----------------------- | --- | --------------------------------------------------------- |
|                         | Цей многогранник також можна подати у вигляді сферичної плитки зі щільністю 7. (Одна сферична трикутна грань, обведена синім і заповнена жовтим кольорами) | Многогранник має щільність 7, що видно на цьому перерізі. |